# Komet
- Toppen: 9P/Tempel (förbiflygning av Deep Impact), och 67P/Churyumov-Gerasimenko (Rosetta i omloppsbana)
- Mitten: 17P/Holmes och dess blå joniserade svans, och 81P/Wild (förbiflygning av Stardust)
- Botten: C/1995 O1 sett från jorden 1997, och Lovejoy sett från jordens omloppasbana

En komet (astronomisk symbol: ☄) är en mindre himlakropp som kretsar runt solen. När den befinner sig tillräckligt nära solen framträder en synlig koma (atmosfär) eller en svans vilka båda främst uppstår på grund av effekten från solstrålning på kometkärnan. Kometkärnor är svagt sammanhållna samlingar av is, stoft och mindre stenpartiklar. Kärnan mäter mellan från några få kilometer till tjugotals kilometer tvärs över.
Kometernas omloppsbanor kan variera tidsmässigt allt från en periodisk omloppstid av några få år till hundratusentals år, samtidigt som vissa bara passerar genom den inre delen av solsystemet en enda gång, innan de fortsätter ut i den interstellära rymden. Kometer med en kort period tros ha sitt ursprung i Kuiperbältet eller i ett område kallat Scattered disc, vilka båda ligger bortom Neptunus omloppsbana. Långperiodiska kometer tros ha sitt ursprung i ett område mycket längre från solen, i Oorts kometmoln, vilket består av fragment som blev över vid solnebulosans kondensation. När andra stjärnor kommer i närheten av vårt solsystem och Oorts kometmoln så kan de isiga objekten rubbas ur sina omloppsbanor och falla in mot solen och planeterna där de får en omloppsbana som komet. På samma sätt kan gasjättarnas gravitation förändra omloppsbanan.
Kometer lämnar en svans av fragment efter sig. Om kometens bana passerar jordens bana kan det sedan uppstå meteorregn, då jorden passerar genom svansen av fragment. Perseiderna är ett meteorregn som uppkommer varje år mellan 9 och 13 augusti då jorden passerar kometen Swift-Tuttles bana. Halleys komet är källan till meteorregnet Orioniderna i oktober. Eftersom kometer ofta har kretsat i sin omloppsbana i tusentals år kan fragmenten ha spridits genom hela omloppsbanan så att man kan observera meteorregnet varje år trots att kometen har lång omloppstid.
Asteroider består av silikater (sten) och metaller rakt igenom, medan kometer består mest av fruset vatten och frusna gaser. Kometer har en koma eller en svans, även om mycket gamla kometer som har förlorat allt sitt flyktiga material kommer att likna asteroider. Asteroider tros även ha ett annat ursprung än kometer, då asteroider tros ha formats i det inre solsystemet snarare än i det yttre. Nya upptäckter har dock delvis gjort att åtskillnaden mellan asteroider och kometer har blivit otydlig.
Det har totalt upptäckts 4 329 kometer (augusti 2011), av vilka drygt 500 är kortperiodiska. Detta representerar dock endast en liten del av det totala antalet kometliknande objekt som i hela solsystemet tros kunna vara närmare en hel biljon (1 000 000 000 000 stycken). Antalet upptäckta kometer ökar därför hela tiden, även om de allra flesta av dessa objekt aldrig kommer i närheten av det inre solsystemet. I genomsnitt kan ungefär en komet per år ses med blotta ögat, men många av dessa är svaga och oansenliga.

## Fysiska egenskaper

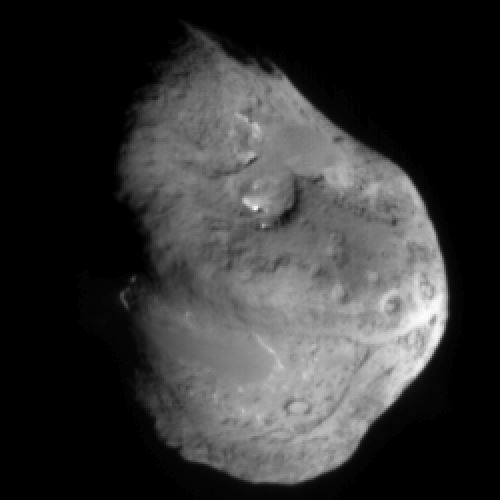
Kärnan hos kometen Tempel 1 fotograferad av Deep Impact. Kärnan mäter omkring 6 kilometer tvärs över.

### Kärnan
Kärnan i en komet varierar i storlek mellan omkring 100 meter och flera tiotals kilometer. Den består av bergarter, stoft, vattenis och olika frysta gaser som kolmonoxid, koldioxid, metan och ammoniak. De beskrivs ofta som "smutsiga snöbollar", men på senare tid har observationer avslöjat torra ytor täckta av sten och stoft, vilket betyder att isen är gömd under ytan. Kometer innehåller också ett antal organiska ämnen, förutom de redan nämnda finns till exempel metanol, vätecyanid, formaldehyd, etanol och etan, samt eventuellt mer komplexa molekyler som längre kolväten och aminosyror. Kometkärnor har i allmänhet en mycket oregelbunden form eftersom de saknar tillräckligt hög massa, och därmed gravitation, för att bli sfäriska (klotformiga).
Anmärkningsvärt nog är kometkärnor bland de mörkaste objekten man känner till i solsystemet. Rymdsonden Giotto upptäckte att kärnan i Halleys komet reflekterar endast 4 % av det inkommande ljuset och Deep Space 1 mätte upp en ännu lägre reflektion på Borrellys komet med endast 2,4 till 3 %. Detta kan jämföras med asfalt som reflekterar omkring 7 % av inkommande ljus. Förklaringen tros vara att kärnans yta till stor del är täckt av komplexa organiska ämnen. Strålningen från solen förångar de mer lättflyktiga gaserna vilket lämnar kvar de långa kolvätena som ofta är mycket mörka. Denna mörka yta leder också till att förångningen av gaser påskyndas.

### Koma och svans
I det yttre solsystemet förblir kometerna frusna och är därför extremt svåra, ofta nästan omöjliga, att upptäcka från jorden med dagens teknik på grund av deras ringa storlek (även om några observationer av kometkärnor i Kuiperbältet har gjorts). När en komet närmar sig det inre solsystemet hettar solstrålningen upp vatten, frusna gaser och andra flyktiga material som finns inuti kometen, vilket får dem att förångas och strömma ut ur kärnan allt medan de drar med sig damm. 
Solens strålningstryck och solvinden är upphovet till den enorma svans som pekar bort från solen. Den bildas av de strömmar av damm och gas som frigörs från den stora och extremt tunna atmosfär (koman) som omger kometen.
Strömmarna av damm och gas formar varsin åtskild svans som pekar i lite olika riktningar. Svansen av damm blir kvar efter kometen i omloppsbanan på ett sådant sätt att det ofta bildas en krökt svans. Samtidigt är jonsvansen, som består av gas, alltid riktad bort från solen, då den i högre grad påverkas av solvinden och det magnetiska fältet. Medan den fasta kärnan oftast är mindre än 50 km tvärs över så kan koman vara större än solen och jonsvansen har observerats vara längre än 1 AU (avståndet mellan solen och jorden). Det var fenomenet att jonsvansen alltid är riktad bort från solen som starkt bidrog till upptäckten av solvinden.
Jonsvansen skapas som ett resultat av den fotoelektriska effekten då solens ultravioletta strålning påverkar partiklar i koman. När väl partiklarna har blivit joniserade får de en positiv elektrisk laddning vilket i sin tur ger upphov till en "inducerad magnetosfär" runt kometen. Kometen och dess inducerade magnetfält skapar ett hinder för de utslungade solvindspartiklarna. Då den relativa hastigheten mellan solvinden och kometen är högre än ljudhastigheten bildas en chockvåg framför kometen i solvindens flödesriktning. I denna chockvåg samlas en stor mängd joner som "klär in" kometen i fältlinjer och bildar en jonsvans.
Om laddningen i jonsvansen är tillräcklig så kommer de magnetiska fältlinjerna att tryckas ihop vid en punkt, i lä av solvinden, längs jonsvansen där en magnetisk återkoppling inträffar. Detta leder till att svansen klipps av. Detta har observerats ett flertal gånger. Ett tillfälle var 20 april 2007 när jonsvansen till Enckes komet bröts av när kometen passerade genom en koronamassutkastning. Detta observerades av rymdsonden STEREO.
Både koman och svansen belyses av solen och blir synliga från jorden när en komet passerar genom det inre av solsystemet. Dammet reflekterar solljus och gaserna glöder av joniseringen. De flesta kometer är för svaga för att vara synliga utan hjälp av teleskop men några stycken varje årtionde blir ljusa nog för att bli synliga för blotta ögat. Då och då råkar en komet ut för ett stort och plötsligt utbrott av gas och damm vilket kan få storleken på koman att tillfälligt växa kraftigt. Detta hände Holmes komet 2007.
1996 upptäckte man att kometer avgav röntgenstrålning. Detta hade inte förutsetts av forskare som därför blev förvånade. Röntgenstrålarna framkallas troligen av växelverkan mellan kometen och solvinden. När kraftigt laddade joner flyger genom en komets atmosfär kommer de att kollidera med kometatomer och molekyler. Vid dessa kollisioner kommer jonerna att fånga in en eller två elektroner vilket ger röntgenstrålning och ultraviolett ljus.

### Stenkometer
Stenkometer visar upp en svans och koma, men är helt torra och ger inte ifrån sig något vatten. Istället bildas deras svans och koma av damm från sten som bryts sönder i värmen vid perihelium. I februari 2015 var det enda upptäckta objekt som visar upp sådana egenskaper asteroiden 3200 Phaethon.

## Kometers undergång
Kortperiodiska kometer och långperiodiska kometer verkar följa mycket olika livscykler. De kortperiodiska har en livstid på omkring 10 000 år, eller ungefär 1 000 varv runt solen, medan de långperiodiska ofta tynar bort mycket fortare, räknat i antal passager, eftersom de inte sällan passerar mycket nära solen (se Kreutz-gruppen). Bara tio procent av de långperiodiska överlever mer än 50 passager och bara en procent överlever mer än 2 000 passager. Slutligen dunstar det mesta av det flyktiga materialet i en kometkärna bort och kometen blir en liten, mörk inaktiv, klump eller klippa som påminner om en asteroid. Man känner till fall där kometer brutits sönder i större bitar vilket hände 2006 med Schwassmann-Wachmann 3. Detta kan orsakas av tidvattenkrafter från solen eller någon av de stora planeterna, eller en "explosion" av flyktigt material orsakat av gastryck i kometens inre.
Vissa kometer får ett mer spektakulärt slut där de antingen faller ner i solen eller kolliderar med en planet, måne eller annat objekt. Kollisioner med planeter och andra kroppar var mycket vanligare i solsystemets ungdom. Många av de kratrar som finns på månen har med all säkerhet orsakats av kometer, medan de övriga är ett resultat av kollisioner med asteroider. En mycket uppmärksammad kollision mellan en komet och planet skedde 1994 när Shoemaker-Levy 9 bröts sönder och kolliderade med Jupiter.
Många kometer och asteroider kolliderade med jorden i dess tidiga skede, för ungefär fyra miljarder år sedan. Den rådande teorin är att dessa kometer förde med sig enorma mängder vatten som fyllde jordens hav eller åtminstone en stor del av dem, även om ett mindre antal forskare har ifrågasatt denna teori och istället menar att det mesta vattnet har sitt ursprung på jorden. Upptäckten av organiska molekyler i kometer har lett till att forskare spekulerar i om kometer eller meteoriter kan ha fört med sig föregångare till livet, eller livet självt, till jorden. Det finns fortfarande många kometer som någon gång skulle kunna kollidera med jorden, men en kollision inom de närmaste 100 åren är mycket osannolikt.
Man misstänker även att nedslag av kometer även har fört med sig en betydande mängd vatten till månen som kan finnas kvar i form av is.

## Omloppsbanans egenskaper

Banorna hos Kometen Kohoutek (röd) och jorden (blå), visar omloppsbanans excentricitet och högre hastighet när kometen närmar sig solen.

En komet följer en excentrisk bana som tar den nära solen under en del av dess väg. Kometer klassificeras ofta efter omloppstid där en mer utsträckt elliptisk bana resulterar i längre omloppstid.
- Kortperiodiska kometer är definierade generellt sett av en omloppstid på mindre än 200 år. Deras omloppsbana ligger oftast i samma plan och med samma riktning som planeterna. Deras typiska omloppsbana tar dem ut bland de yttre planeterna (Jupiter och utåt vid aphelium). Till exempel ligger Halleys komets aphelium strax utanför Neptunus omloppsbana. Ett annat exempel är Enckes komet som har en omloppsbana som aldrig når utanför Jupiters. Kortperiodiska kometer delas ofta in i Jupiterfamiljen (omloppstid på mindre än 20 år) och Halleyfamiljen (mellan 20 och 200 år).

- Långperiodiska kometer har kraftigt utsträckta omloppsbanor och omloppstider på mellan 200 och tusentals eller miljontals år, men fortfarande per definition bundna till solens gravitation. Deras omloppsbana tar dem långt utanför de yttre planeterna vid aphelium och omloppsbanan behöver inte ligga i samma plan som planeterna.

- Icke-periodiska kometer liknar långperiodiska kometer, men har paraboliska eller hyperboliska banor som för alltid leder dem ut ur solsystemet efter att ha passerat solen en gång.

- Ibland används uttrycket periodiska kometer avseende alla kometer som har en omloppsbana runt solen, det vill säga både kortperiodiska och långperiodiska,[26]  medan andra använder uttrycket enbart för kortperiodiska kometer.[27]

- De nyligen upptäckta asteroidbältskometerna utgör en egen kategori som har omloppsbanor i mer cirkulära omloppsbanor inne i asteroidbältet.[28][29]

Med utgångspunkt från omloppsbanans egenskaper tros kortperiodiska kometer ha sitt ursprung bland Kuiperbältet eller i Scattered disc, en skiva av objekt utanför Neptunus omloppsbana, medan de långperiodiska kometerna tros ha sitt ursprung i det mer avlägsna Oorts kometmoln. Stora myller av kometlika kroppar tros kretsa kring solen i dessa avlägsna regioner av solsystemet i uppskattningsvis cirkulära omloppsbanor. Då och då kommer påverkan från de stora planeternas (när det gäller Kuiperbältet) eller en närliggande stjärnas (när det gäller Oorts kometmoln) gravitation att kasta objekt in i omloppsbanor mot solen för att bli synliga kometer. Till skillnad från periodiska kometer vars framträdande är förutsägbart på grund av att deras omloppsbanor är kända, så är framträdandet av nya kometer genom denna mekanism oförutsägbart.
Då deras elliptiska banor ofta tar dem nära jätteplaneterna störs kometernas banor inte sällan av de stora planeternas gravitation. Kortperiodiska kometer visar en trend att deras aphelium stämmer överens med de stora planeterna omloppsradie, där Jupiterfamiljen är den största. Det har fastställts att de kometer som kommer in från Oorts kometmoln ofta får sina banor påverkade av jätteplaneterna på väg genom solsystemet. Jupiter är den största källan till sådan störning på grund av dess mycket stora massa, som totalt är mer än dubbelt så stor som de andra planeterna massor tillsammans. Samtidigt håller den en högre hastighet än de övriga jätteplaneterna. Dessa störningar får ibland långperiodiska kometer att bli kortperiodiska.
Tidiga observationer har avslöjat ett fåtal rent icke-periodiska banor, men inte fler än att det kan förklaras av påverkan från Jupiters gravitation. Om det skulle finnas kometer i den interstellära rymden så skulle de röra sig med hastigheter av samma storleksordning som de stjärnor som finns nära solen (några få tiotal kilometer per sekund). Om sådana objekt träder in i solsystemet skulle de ha positiv total energi och skulle uppvisa rent hyperboliska banor. En grov beräkning visar att det skulle uppträda fyra hyperboliska kometer per århundrade innanför Jupiters omloppsbana.
Ett antal periodiska kometer som upptäckts under tidigare århundraden är nu "förlorade". Deras omloppsbanor var aldrig tillräckligt kända för att kunna förutsäga framtida framträdanden. Men då och då en upptäcks en "ny" komet som efter beräkningar visar sig vara en förlorad komet. Ett exempel är 11P/Tempel-Swift-LINEAR som upptäcktes 1869 men som inte gick att observera efter 1908 på grund av störningar från Jupiter. Den återfanns inte förrän 2001 av LINEAR.

## Kometers namn och beteckningar
De namn som kometer får har följt flera olika konventioner under de senaste två århundradena. Innan en systematisk namnkonvention började användas kunde kometer få sitt namn på ett antal olika sätt. Före det tidiga 1900-talet syftade man helt enkelt till det år som en komet framträdde, ibland tillsammans med särskilda beskrivningar som utmärkte kometen; 1680 års stora komet (Kirchs komet) eller Den stora septemberkometen 1882. Sedan Edmond Halley visat att kometerna från 1531, 1607 och 1682 alla var samma objekt och framgångsrikt förutsagt att den skulle återvända 1759 blev kometen känd som Halleys komet. På samma sätt kom Enckes komet och Bielas komet att få sina namn efter astronomerna som beräknade deras banor och inte den ursprungliga upptäckaren. Senare kom periodiska kometer oftast att benämnas efter upptäckaren, men icke periodiska kometer fortsatte att betecknas efter året de uppträdde.
Under det tidiga 1900-talet kom konventionen att benämna kometer efter deras upptäckare att bli allmän och har så fortsatt fram till idag. En komet kan få sitt namn från upp till tre oberoende upptäckare. Den senaste tiden upptäcks kometer ofta av avancerade instrument som sköts av ett helt forskningslag av astronomer och i dessa fall benämns de efter instrumentet. Till exempel kometen IRAS-Araki-Alcock, som upptäcktes oberoende av satelliten IRAS och amatörastronomerna Genichi Araki och George Alcock. När flera kometer upptäckts av samma individ eller grupp av individer eller team har kometens namn tidigare åtskiljts av att man lägger till ett nummer till upptäckarens namn (men bara för periodiska kometer), till exempel Shoemaker-Levy 1-9. Idag när samma instrument kan upptäcka ett mycket stort antal kometer (SOHO har per juni 2008, upptäckt över 1 500 kometer) har detta system blivit opraktiskt och det görs inga försök att ge varje komet ett unikt namn. Istället används kometernas systematiska benämning för att undvika förvirring.
Fram till 1994 fick kometer först en tillfällig beteckning som bestod av årtalet för upptäckten följt av en gemen bokstav som betecknade ordningsföljden av upptäckten det året (till exempel 1969i (Bennett) var den nionde kometen som upptäcktes 1969). När kometen sedan hade observerat genom sin periheliepassage och dess omloppsbana bekräftats fick kometen en permanent beteckning efter året för periheliepassagen följt av ordningsföljden i romerska siffror av passagen det året. Kometen 1969i blev därmed 1970 II (den andra kometen att passera perihelium 1970).  Fram till1990-talet gjordes de flesta kometupptäckter av en slump eller som ett resultat av mindre himmelsgenomsökningar av professionella astronomer eller amatörastronomer, men idag sker praktiskt taget alla upptäckter genom systematiska himmelsgenomsökningar som till exempel Pan-STARRS.
Med det ökande antalet kometupptäckter blev den gamla namngivningsprocessen alltför omständlig och 1994 lanserade Internationella astronomiska unionen ett nytt system för att benämna kometer. Kometer benämns nu efter upptäcktsåret följt av en bokstav som indikerar vilken halvmånad upptäckten gjordes följt av ett ordningstal (ett system som liknar det för asteroider), vilket innebär att den fjärde kometen upptäckt i den andra halvan av februari 2006 fick namnet 2006 D4. Ett prefix läggs också till för att indikera vilken typ av komet det rör sig om:
- P/ indikerar att det är periodisk komet (definierad som att den har en omloppstid på mindre än 200 år eller att man har bekräftat observationer av minst två periheliepassager)
- C/ indikerar en icke-periodisk komet (så att den inte är periodisk enligt ovanstående definition)
- X/ indikerar en komet för vilket det inte går att räkna ut en tillförlitlig omloppsbana (i allmänhet historiska kometer)
- D/ indikerar en komet som brutits sönder eller som inte längre går att hitta
- A/ indikerar ett objekt som var misstagen för att vara en komet men som istället är en småplanet.

Efter den andra observerade periheliepassagen får periodiska kometer en siffra som indikerar ordningsföljden av upptäckten. Halleys komet, den första kometen som man identifierade som periodisk har därför beteckningen 1P/1682 Q1. Kometer som först råkat få en beteckning som småplanet behåller denna vilket leder till så udda namn som P/2004 EW38 (Catalina-LINEAR).
Det finns bara fem objekt som är listade som både kometer och asteroider: 2060 Chiron (95P/Chiron), 4015 Wilson-Harrington (107P/Wilson-Harrington), 7968 Elst-Pizarro (133P/Elst-Pizarro), 60558 Echeclus (174P/Echeclus), och 118401 LINEAR (176P/LINEAR (LINEAR 52)).

## Kometstudiernas historia

### Tidiga observationer och tankar

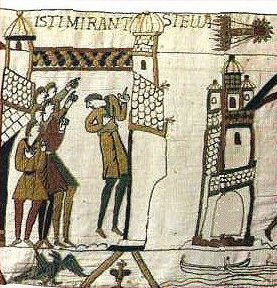
Bayeuxtapeten visar hur Halleys komet framträder före slaget vid Hastings år 1066.

Innan man uppfann teleskopet verkade kometer framträda från ingenstans på himlen för att sedan gradvis försvinna. De betraktades som ett dåligt omen som förebådade kungars och ädla mäns död eller någon annan katastrof. En annan tolkning var att himmelska väsen skulle attackera jorden. Från forntida källor såsom kinesisk orakelbensskrift är det känt att deras framträdande har noterats av människor under årtusenden. Vissa auktoriteter tolkar sådana uttryck som "fallande stjärnor" i Gilgamesheposet, Uppenbarelseboken och Henoks bok som kometer eller möjligen eldbollar.
I sin första bok Meteorologia presenterade Aristoteles djupsinnigt sin syn på kometer som skulle bli den förhärskande i västvärlden under närmare tvåtusen år. Han förkastade tanken som flera tidigare filosofer hade, att kometer skulle vara planeter eller åtminstone ett fenomen relaterat till planeterna. Aristoteles drog den slutsatsen efter att ha noterat hur kometer kan framträda var som helst på himlen medan planeterna alla kretsar i djurkretsen. Istället beskrev han kometer som ett fenomen i den övre jordatmosfären där varma torra utdunstningar samlades och ibland fattade eld. Aristoteles ansåg att detta fenomen också orsakade meteoroider, norrsken och till och med vintergatan.
Ett fåtal senare klassiska filosofer ifrågasatte hans syn på kometer. I Naturales quaestiones observerade Seneca den yngre att kometer rör sig över himlen utan att påverkas av vinden, vilket är ett beteende som är mer typiskt för himmelska än atmosfäriska fenomen. Även om han medgav att ingen av de övriga planeterna framträdde utanför djurkretsen såg han ingen anledning till att ett planetlikt objekt inte skulle kunna röra sig var som helst över himlen då människans kunskap om himmelska ting var så begränsad. Men Aristoteles synsätt fick större spridning och det var inte förrän under 1600-talet som man kunde visa att kometerna finns utanför jordens atmosfär.
Ett mycket berömt gammalt nedtecknande av en komets framträdande är Halleys komet på Bayeuxtapeten vilket visar normandernas erövring av England år 1066.
Under 1577 var en ljus komet synlig under flera månader. Den danske astronomen Tycho Brahe använde mätningar gjorda av honom själv och andra observatörer för att bestämma att kometen inte hade någon mätbar parallax. Med mätningarnas precision betydde detta att kometen måste befinna sig på ett avstånd av minst fyra gånger avståndet till månen.

### Studier av omloppsbanan

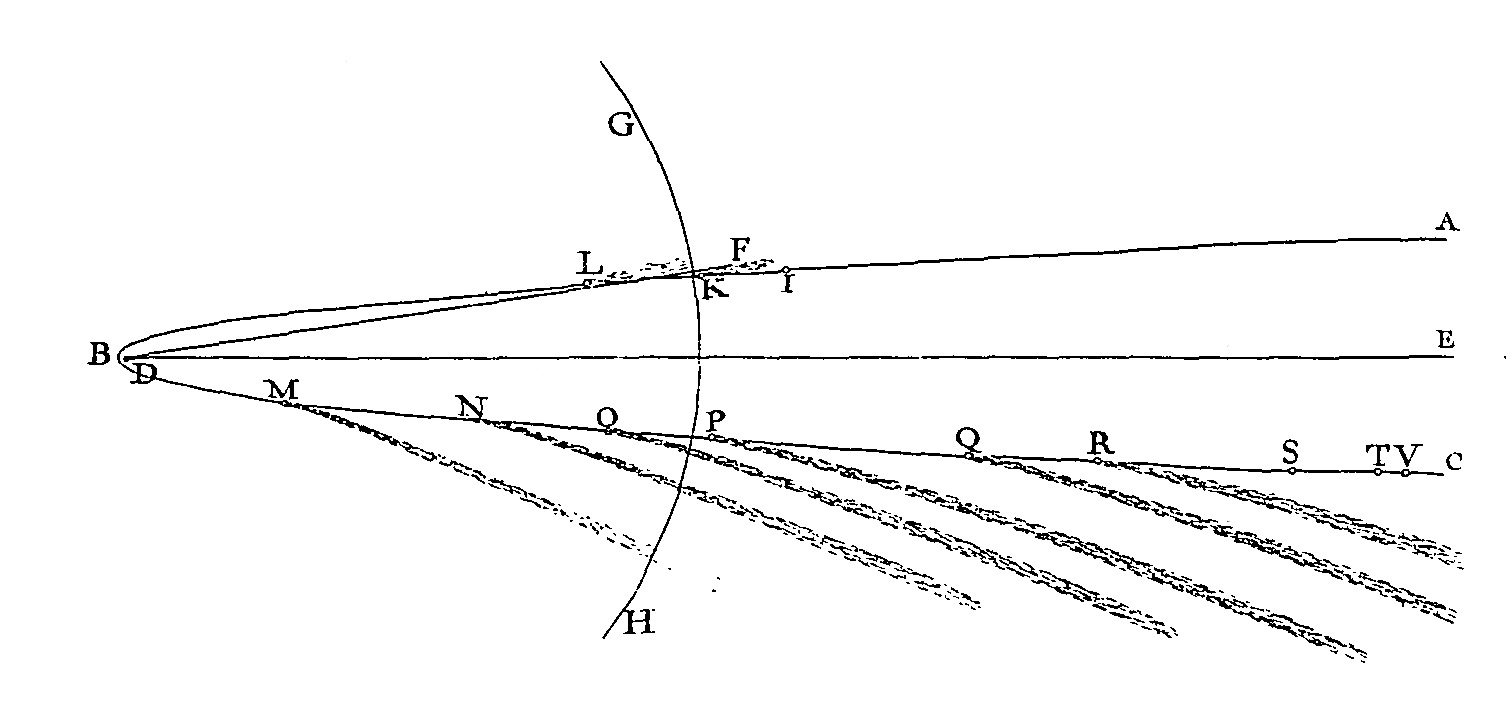
Omloppsbanan för 1680 års komet överensstämmer med en parabels, vilket visas i Isaac Newtons Principia.

Även om man nu hade visat att kometer rör sig långt ovanför atmosfären kvarstod under det närmaste århundradet frågan om exakt hur de rör sig. Även efter att Johannes Kepler 1609 hade visat att planeter rör sig i elliptiska banor runt solen var han tveksam till om lagarna som bär hans namn skulle påverka även andra himlakroppar. Han trodde istället att kometerna rörde längs räta linjer bland planeterna. Galileo Galilei, som trots att han ståndaktigt höll fast vid Copernicus idéer, avvisade Tychos parallaxmätningar och höll istället felaktigt fast vid Aristoteles tankar om att kometer rör sig i räta linjer genom den övre atmosfären.
Den som först föreslog att Keplers lagar för planetrörelser även gällde för kometer var William Lower 1610. Under det följande årtiondet skulle astronomer som Pierre Petit, Giovanni Borelli, Adrien Auzout, Robert Hooke, Johann Baptist Cysat och Giovanni Domenico Cassini alla argumentera för att kometer rör sig i elliptiska eller parabelska banor, medan Christian Huygens och Johannes Hevelius ansåg att kometer rörde sig i räta linjer.
Frågan fick sin lösning av den ljusa komet som upptäcktes av Gottfried Kirch den 14 november 1680. Över hela Europa spårade astronomer dess position under flera månader. Under 1681 bevisade den saxiske pastorn Georg Samuel Doerfel att himmelska kroppar rör sig i parabelska banor med solen i fokus. Senare visade Isaac Newton i Principia Mathematica att objekt, som rör sig under inflytande av en gravitationell kraft som är omvänt proportionell mot kvadraten av avståndet, kommer att röra sig i banor som beskriver ett kägelsnitt. Han demonstrerade hur man anpassar en komets bana över himlen till en parabelsk omloppsbana med 1680 års komet som exempel.
År 1705 tillämpade Edmond Halley Newtons metod på 23 kometer som framträtt mellan 1337 och 1698. Han noterade att tre av dessa; kometerna från 1531, 1607 och 1682, hade liknande banelement och han räknade vidare ut att skillnaderna berodde på störningar från Jupiter och Saturnus och var övertygad om att den skulle återkomma igen 1758-1759. (Tidigare hade Robert Hooke identifierat kometen år 1664 med den från 1618 och Jean-Dominique Cassini kopplat samman kometerna åren 1577, 1665, och 1680. Båda visade sig vara fel.) Halleys förutsägelser förbättrades av en grupp av franska matematiker, Alexis Claude Clairaut, Jérôme Lalande och Nicole Reine Lepaute, som förutsade datumet för 1759 års perihelium med en månads noggrannhet. När kometen återkom som förutsagt blev den känd som Halleys komet. Dess officiella beteckning är 1P/Halley och dess nästa framträdande blir år 2061.
Bland de kometer som har tillräckligt kort omloppsbana för att bli observerade flera gånger under historien så är Halleys komet unik då den är ljus nog för att vara synlig för blotta ögat. Sedan det bekräftades att Halleys komet var periodisk har många andra periodiska kometer upptäckts genom teleskop. Den andra upptäckta kometen som man bestämde en omloppsbana för var Enckes komet. Under perioden 1819-1821 hade den tyske matematikern och fysikern Johann Franz Encke beräknat omloppsbanan för en rad av kometer som framträtt 1786, 1795, 1805 och 1818 och kommit fram till att det rörde sig om samma komet och framgångsrikt förutsagt dess återkomst 1822. År 1900 hade sjutton kometer observerats vid mer än en periheliepassage och bekräftats som periodiska kometer. I april 2009 hade 217 periodiska kometer bekräftats varav vissa dock anses vara förlorade.

### Studier av fysiska egenskaper

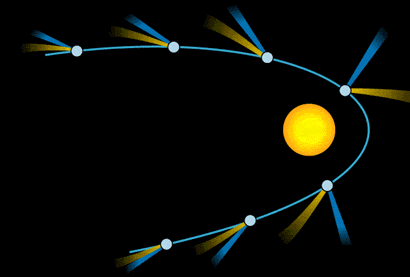
Kometer har kraftigt elliptiska banor. Det finns två svansar: den blå består av gas och den bruna av damm.

Nedslaget av sonden Deep Impact på kometen Tempel 1.

Så tidigt som under 1700-talet gjorde några vetenskapsmän flera korrekta antaganden om kometers fysiska sammansättning. 1755 gjorde Immanuel Kant antagandet att kometer är sammansatta av något flyktigt material som när det förångades gav upphov till den eleganta uppvisningen vid perihelium. Efter att ha observerat strömmar av ånga vid Halleys komets framträdande 1835 föreslog den tyske matematikern Friedrich Wilhelm Bessel att jetströmmarna av avdunstat material kunde vara starka nog för att på ett betydande sätt ändra en komets omloppsbana. Han argumenterade för att de rörelser som Enckes komet uppvisat och som inte berodde på tyngdkraftspåverkan var ett resultat av en sådan mekanism.
En annan kometrelaterad upptäckt överskuggade dock dessa idéer under nästan ett århundrade. Under perioden 1864-1866 hade den italienske astronomen Giovanni Schiaparelli beräknat omloppsbanan för meteorregnet Perseiderna och korrekt antagit att dessa var fragment av kometen Swift-Tuttle. Kopplingen mellan kometer och meteorregn blev på ett dramatiskt sätt bekräftat 1872 när ett större meteorregn visade sig i Bielas komets omloppsbana som man hade observerat brutits sönder i två delar under 1846 års framträdande och syntes sedan aldrig mer efter 1852. En modell togs fram där man föreställde sig en komets struktur som ett förråd av grus som är övertäckt med ett lager is.
Vid mitten av 1900-talet hade denna modell ett flertal brister. I synnerhet kunde den inte förklara hur en kropp som innehåller så lite is kunde fortsätta ge ifrån sig ett strålande skådespel efter flera periheliepassager. 1950 föreslog Fred Whipple att kometer, istället för att beskrivas som en samling klippblock med is på, skulle beskrivas som ett klot av is med en del damm och stenblock i. Denna "smutsig snöbolls"-modell blev snart allmänt accepterad. Den bekräftades när en armada av rymdsonder (bland dessa ESA:s Giotto och Sovjetunionens Vega 1 och Vega 2) flög igenom koman på Halleys komet 1986 för att fotografera kärnan och studera jetströmmarna av avdunstat material. Den amerikanska rymdsonden Deep Space 1 flög förbi kärnan till Borrellys komet den 21 september 2001 och bekräftade att egenskaperna hos Halleys komet är densamma som för andra kometer.
Trots att kometerna bildades i de yttersta delarna av solsystemet har det skett en blandning av materialet i den protoplanetariska skivan så att kometer även innehåller kristalliska korn som har formats i det inre av solsystemet. Detta har man sett med hjälp av spektroskopi men också genom att titta på materialprover som återförts till jorden.
Rymdsonden Stardust som skickades iväg i februari 1999 samlade in partiklar från koman till kometen Wild 2 i januari 2004 och återvände med insamlade prover i en kapsel till jorden i januari 2006. Forskare förundrades över antalet jetströmmar, deras utseende på den mörka såväl som på den ljusa sidan samt deras förmåga att bryta loss stora klippblock från kometens ytan och det faktum att Wild 2 inte är en samling med damm och löst packade block.
I juli 2005 sprängde rymdsonden Deep Impact upp en krater på kometen Tempel 1 för att studera dess inre. Rymdsonden Rosetta såg med sina känsliga instrument när Deep Impact var vid Tempel 1 och observerade vad som hände före, under och efter nedslaget. Med ett avstånd av omkring 80 miljoner kilometer från kometen var Rosetta den enda rymdsond förutom Deep Impact som kunde se kometen,  Rosetta fortsatte sedan sin resa för att 2014 gå in i en omloppsbana runt 67P/Churyumov-Gerasimenko och placerade också en liten landare på dess yta.

### Debatt över kometers sammansättning

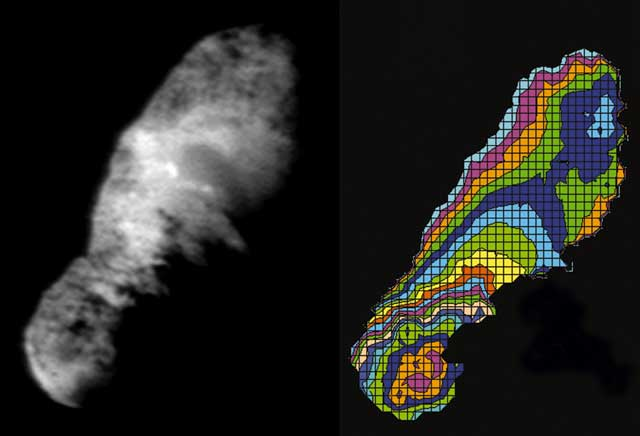
Borrellys komet utsöndrar jetstrålar, trots att den är varm och torr.

Debatten fortsätter om hur mycket is som en komet består av. År 2001, tog teamet bakom NASA's Deep Space 1 högupplösta bilder av ytan på Borrellys komet. De tillkännagav att kometen Borrelly utsöndrar distinkta jetstrålar, trots att den fortfarande har en varm och torr yta. Antagandet att kometer innehåller fruset vatten och annan is gjorde att Laurence Soderblom vid U.S. Geological Survey sa "Spektrumet antyder att ytan är varm och torr. Det är överraskande att vi inte kan se några spår efter is." Han drar dock slutsatsen att isen troligtvis är gömd under skorpan eller att "ytan har torkats ur av värmen från solen eller att möjligen ett mycket mörkt sotliknande material täcker Borrelly utan att lämna några spår på ytan."
Sonden Deep Impact, släppte i juli 2005 ned en subsond på kometen Tempel 1. Den orsakade en krater på kometens yta, och insamlade data från försöket tyder på att det mesta av kometens frusna vatten är gömt under ytan och att dessa reservoarer fungerar som källor till de jetstrålar av förångat vatten som kom från Tempel 1:s koma.
Nyare data från Stardust visar dock att material som samlats in från svansen från Wild 2 var kristalliskt och endast kan ha "fötts i eld." Mer material som nyligen insamlats visar att damm från kometer liknar asteroiddamm. Dessa nya resultat har tvingat forskare att omvärdera sina nuvarande idéer om kometer och deras skillnad från asteroider.

## Anmärkningsvärda kometer

### Kometer som är synliga för blotta ögat
Medan hundratals "oansenliga" kometer passerar genom det inre av solsystemet varje år är det mycket få som uppmärksammas av allmänheten. Ungefär en gång varje decennium visar sig en komet som blir ljus nog för att observeras av vem som helst som tittar upp mot natthimlen. I förgången tid kunde ljusa kometer orsaka panik eller hysteri bland folk i allmänhet då de sågs som ett ont förebud. 1910 skrämde rubrikerna i tidningarna för att miljontals människor skulle förgiftas av cyanid då jorden passerade genom svansen på Halleys komet. Framträdandet av Hale–Bopp 1997 gav upphov till kollektivt självmord inom rörelsen Heaven's Gate där 39 medlemmar tog sitt liv. För de flesta människor är dock framträdande kometer ett vackert skådespel.
Att förutsäga om en komet kommer att bli synlig för blotta ögat är mycket svårt eftersom många faktorer kan göra att en komet inte blir lika ljus som förutsagt. I grova drag kan man säga att om en komet har en stor och aktiv kärna, kommer att passera nära solen och inte skyms av solen när den är som närmast så finns det en god chans att det kommer att bli en spektakulär komet. Men Kohouteks komet 1973 uppfyllde alla dessa kriterier och förväntades bli mycket spektakulär, men blev inte så. Wests komet som framträdde tre år senare hade man mycket mindre förväntningar på men dess framträdande blev mycket imponerande.

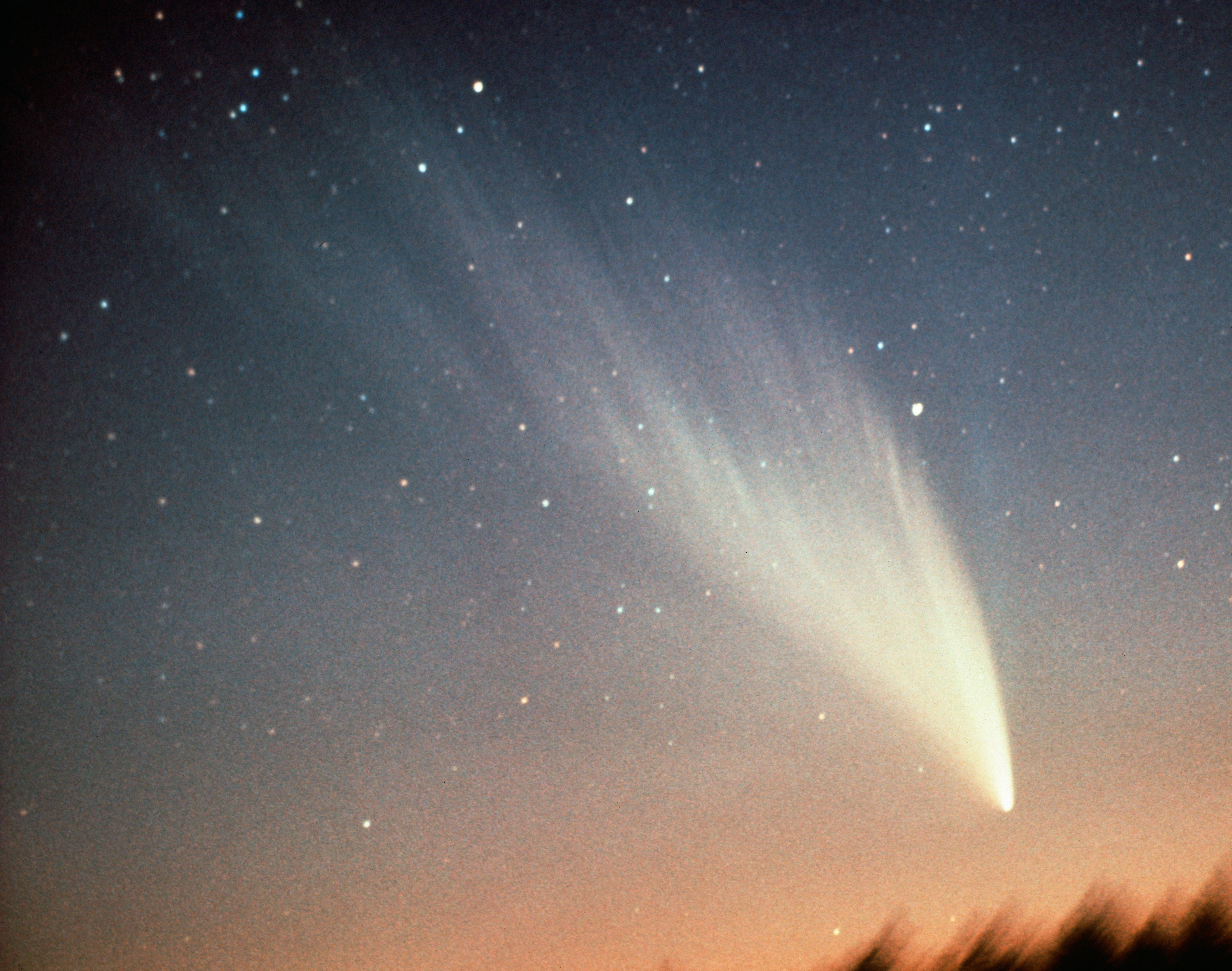
Komet West 1976. Den ljusaste kometen synlig från Sverige de senaste 50 åren.

De sista framträdande kometerna under 1900-talet blev Hyakutake (ljusast i mars 1996, upptäckt i slutet av 1995) och Hale-Bopp (ljusast våren 1997, upptäckt 1995). Den första ljusa kometen under 2000-talet blev McNaughts komet som blev synlig för blotta ögat i januari 2007 och sedermera kunde noteras som den ljusaste kometen på 40 år. Den var dock inte synlig för blotta ögat i Sverige.

### Kometer i banor mycket nära solen

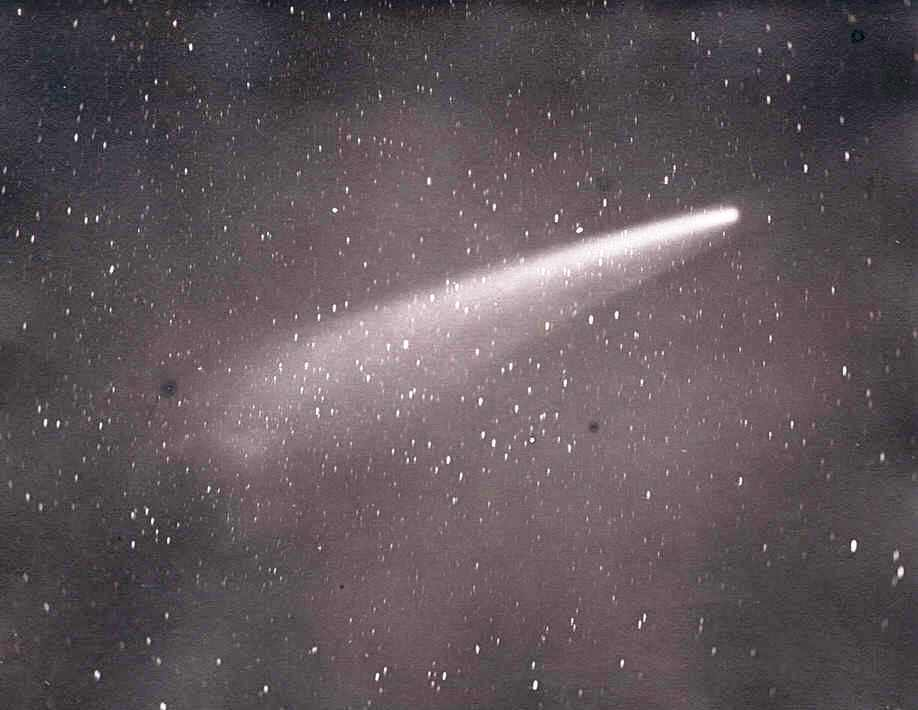
Den stora kometen år 1882 är en medlem av Kreutz-gruppen

Vissa kometer kallas solstrykande kometer och rör sig i banor som tar dem extremt nära solen vid perihelium, ibland så nära som några få tusental kilometer över solens yta. Medan vissa av dessa kometer avdunstar helt under en sådan passage kan större kometer överleva flera periheliepassager, men de stora tidvattenkrafterna leder ofta till att de bryts sönder.
Ungefär 90 % av dessa solstrykande kometer som observeras av SOHO är medlemmar i Kreutz-gruppen, som alla härstammar från en enda jättekomet som bröts sönder till många små under dess första passage genom det inre av solsystemet. Övriga 10 % består främst av enstaka kometer utan tydlig grupptillhörighet, men ett fåtal andra grupper har identifierats: Kracht, Kracht 2a, Marsden och Meyer-grupperna. Både Marsden och Kracht-gruppen verkar vara relaterade med kometen 96P/Machholz som också är ursprunget till två meteorregn: Kvadrantiderna och Arietiderna.

### Ovanliga kometer

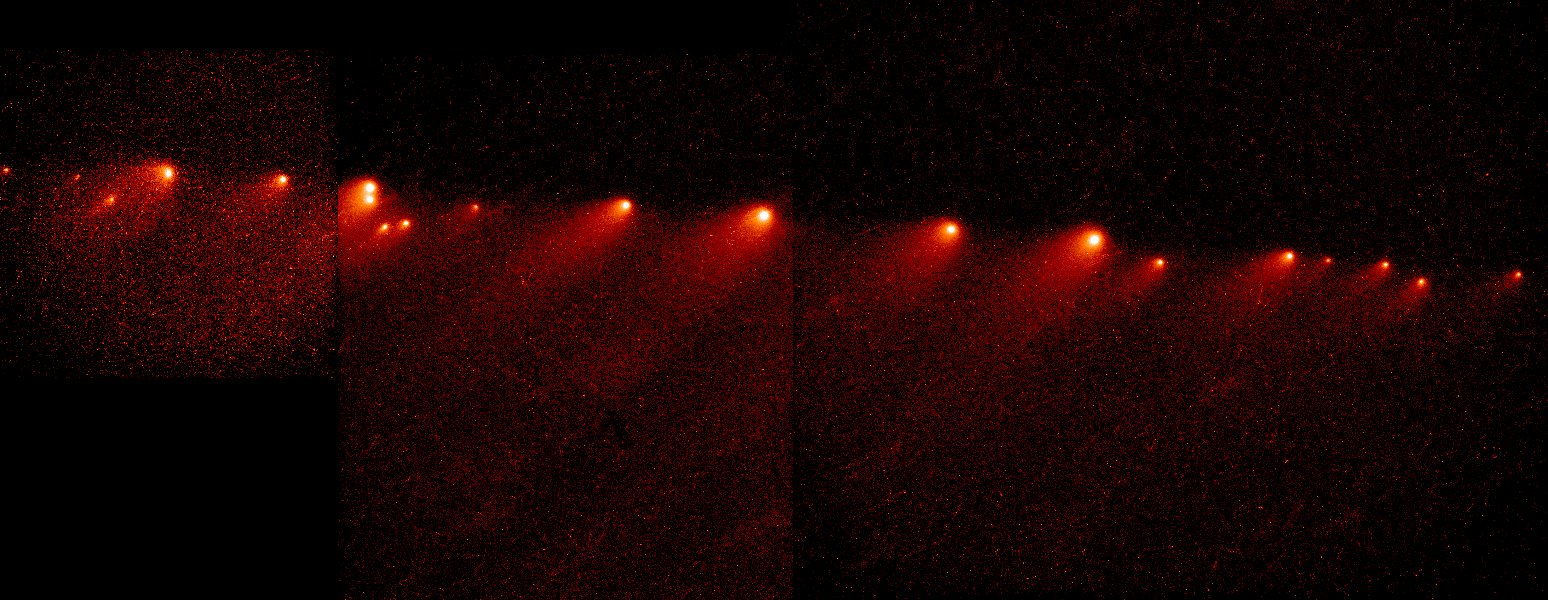
Fragmet från den sönderbrutna kometen Shoemaker-Levy 9

Av de tusentals kända kometerna finns det några mycket ovanliga. Enckes komet har sin omloppsbana från utsidan av asteroidbältet till innanför Merkurius omloppsbana medan 29P/Schwassmann-Wachmann färdas i en närmast cirkulär omloppsbana mellan Jupiter och Saturnus. 2060 Chirons instabila omloppsbana håller sig mellan Saturnus och Uranus. Chiron klassificerades först som en asteroid fram till att man upptäckte en svag koma. Kometen Shoemaker-Levy 2 hade först asteroidbeteckningen 1990 UL3. Uppskattningsvis 6 % av de jordnära asteroiderna tros ursprungligen ha varit kärnan i nu slocknade kometer, det vill säga kometer som inte längre ger ifrån sig någon gas och därför inte längre har någon koma eller svans.
Några kometer har observerats brytas sönder under sin periheliumpassage, däribland några stora kometer såsom Wests komet och Ikeya-Sekis komet. 3D/Biela var ett utmärkande exempel som bröts sönder under sitt perihuelimpassage 1846. De två kometdelarna sågs igen 1852 men aldrig därefter. Istället syntes meteorregn 1872 och 1885 när kometen borde varit synlig. Ett mindre meteorregn syns varje år i november och anses ha sitt ursprung i Bielas komet. 2001 upptäcktes en komet som tros vara ett stycke av den förlorade Bielas komet.
Kometen Shoemaker-Levy 9, som upptäcktes av Carolyn och Eugene Shoemaker samt David Levy 1993, bröts sönder på ett spektakulärt sätt. När den upptäcktes var den i omloppsbana runt Jupiter, som hade fångat in den under en nära passage vid ett tidigare datum, kanske så tidigt som 1960-talet. Under en passage som förde kometen särskilt nära Jupiter 1992 tros den ha brutits sönder i hundratals bitar, och under en period av sex dagar i juli 1994 störtade dessa bitar ner i Jupiters atmosfär. Detta var första gången man har observerat en kollision mellan två objekt i solsystemet. Det har också föreslagits att det objekt som var orsaken till Tunguska-händelsen 1908 var ett fragment av Enckes komet.